# Short 184
Die Short Admiralty Type 184 war ein britischer Torpedobomber im Ersten Weltkrieg. Es war das erste Flugzeug, welches ein Schiff mit einem Torpedo versenkte.
Als kurz vor dem Ersten Weltkrieg die ersten britischen Torpedoversuche gemacht wurden, suchte die britische Admiralität dringend ein neues Flugzeug dafür. Horace Short baute daraufhin im Frühjahr 1915 die ersten beiden Prototypen für die zukünftige Short 184. Die Maschine trug den Torpedo zwischen den beiden Schwimmern.

## Kriegseinsatz
Beide Prototypen wurden Ende Mai 1915 auf die Ben-my-Chree verlegt. Diese frühere Passagierfähre war zum Wasserflugzeugträger umgebaut worden. Das Schiff war auf der Fahrt zu den Dardanellen vor der türkischen Küste. Die Flugzeuge wurden vom Royal Naval Air Service anfangs zur Seeaufklärung verwendet und dann in der Schlacht von Gallipoli eingesetzt.
Am 12. August 1915 flog Flight Commander Charles Humphrey Kingsman Edmonds den ersten erfolgreichen Torpedoangriff auf ein türkisches Handelsschiff. Der 14-Zoll-(356-mm)-Torpedo traf das Schiff und explodierte. Allerdings war das Schiff schon vorher von dem U-Boot E14 torpediert worden und auf Grund gelaufen. Am 19. August wurde von Edmonds und Flight Lieutenant George Dacre eine weitere erfolgreiche Attacke gegen ein türkisches 5000-Tonnen-Schiff durchgeführt.
Die Short 184 war sehr schwer zu fliegen. Mit einem Torpedo an Bord musste mit halbleeren Tanks gestartet werden. Die Flugdauer war dadurch auf 45 Minuten begrenzt.
Am 25. März 1916 flogen zwei Sopwith Baby und drei Short 184 von der Vindex einen Angriff auf den Luftschiffhafen Tondern. Sie fanden ihr genaues Ziel jedoch nicht; nur zwei Maschinen kehrten zur HMS Vindex zurück.
In der Skagerrakschlacht Ende Mai 1916 wurden vier Short 184 auf dem Wasserflugzeugträger Engadine verwendet. Leutnant Frederick S. Rutland und der Beobachter G. S. Trewin flogen Aufklärungsflüge.
Die Short 184 wurde in großen Stückzahlen gebaut. Mehr als 900 wurden bis zum Kriegsende hergestellt. Viele Flugzeughersteller wurden für den Bau eingesetzt, neben Short zum Beispiel Saunders und Westland. Verschiedene Motoren, wie Sunbeam Maori, Sunbeam Gurkha, Renault oder Rolls Royce Eagle wurden verwendet.
Gegen Ende des Krieges wurden die Maschinen auch zur U-Boot-Jagd eingesetzt. Sie waren aber bald zu langsam gegen die moderneren deutschen Seejagdflugzeuge und mussten in die zweite Reihe zurückgezogen werden.
Die Short 184 diente auch nach dem Krieg noch bis 1922 beim Fleet Air Arm. Eine Reihe von Maschinen wurde ins Ausland verkauft. Die estnische Luftwaffe bekam 1919 sechs Maschinen; die chilenische Luftwaffe erhielt ebenfalls sechs Maschinen. Weitere Maschinen gingen an Japan und Griechenland.

## Museumsflugzeug
Fragmente eines Short-184-Rumpfes werden heute im Fleet Air Arm Museum in Yeovilton, Somerset ausgestellt.
Ein vollständiges Exemplar hängt im Seaplane-Harbour-Museum in Tallinn.

## Technische Daten
| Kenngröße             | Daten                                                                |
| --------------------- | -------------------------------------------------------------------- |
| Besatzung             | 2                                                                    |
| Länge                 | 12,40 m                                                              |
| Spannweite            | 19,40 m                                                              |
| Höhe                  | 4,10 m                                                               |
| Flügelfläche          | 63,9 m²                                                              |
| max. Startmasse       | 2433 kg                                                              |
| Antrieb               | ein V12-Motor Sunbeam Maori mit 260 PS (191 kW)                      |
| Höchstgeschwindigkeit | 139 km/h                                                             |
| Reichweite            | 320 km                                                               |
| Dienstgipfelhöhe      | 2743 m                                                               |
| Leermasse             | 1680 kg                                                              |
| Bewaffnung            | ein 7,7-mm-Lewis-MG, ein 14-Zoll-(356-mm)-Torpedo oder 236 kg Bomben |